# Gymnastiek op de Olympische Jeugdzomerspelen 2014
Gymnastiek is een van de olympische sporten die beoefend worden tijdens de Olympische Jeugdzomerspelen 2014 in Nanjing. De competitie loopt van 17 tot en met 27 augustus in het Nanjing Olympic Sports Centre. Er zijn zestien onderdelen: twee in de ritmische gymnastiek (alleen meisjes), twee bij het trampolinespringen en twaalf in het turnen.

## Kalender
| Augustus   | 16 | 17 | 18 | 19 | 20 | 21 | 22 | 23 | 24 | 25 | 26 | 27 | 28 |  |
| ---------- | -- | -- | -- | -- | -- | -- | -- | -- | -- | -- | -- | -- | -- |  |
| Gymnastiek |    |    |    |    | 1  | 1  | 1  | 1  | 5  | 5  |    |    | 2  |  |

|  | Competitie |  | Finale |

## Medailles

### Jongens
| Discipline | Goud | Goud                 | Zilver | Zilver              | Brons | Brons                |
| ---------- | ---- | -------------------- | ------ | ------------------- | ----- | -------------------- |
| Trampoline | NZL  | Dylan Schmidt        | CHN    | Liu Changxin        | POR   | Pedro Ferreira       |
|            |      |                      |        |                     |       |                      |
| Brug       | RUS  | Nikita Nagorny       | HUN    | Botond Kardos       | GBR   | Giarnni Regini-Moran |
| Paard      | RUS  | Nikita Nagorny       | UKR    | Vladyslav Hryko     | UZB   | Timur Kadirov        |
| Rekstok    | JPN  | Kenya Yuasa          | BEL    | Luka van den Keybus | GBR   | Giarnni Regini-Moran |
| Ringen     | RUS  | Nikita Nagorny       | CHN    | Ma Yue              | UKR   | Vladyslav Hryko      |
| Sprong     | GBR  | Giarnni Regini-Moran | CHN    | Ma Yue              | RUS   | Nikita Nagorny       |
| Vloer      | GBR  | Giarnni Regini-Moran | JPN    | Kenya Yuasa         | KOR   | Lim Myongwoo         |
| Meerkamp   | GBR  | Giarnni Regini-Moran | RUS    | Nikita Nagorny      | USA   | Alec Yoder           |

### Meisjes
| Discipline               | Goud | Goud            | Zilver | Zilver          | Brons | Brons            |
| ------------------------ | ---- | --------------- | ------ | --------------- | ----- | ---------------- |
| RSG meerkamp individueel | RUS  | Irina Annenkova | BLR    | Mariya Trubach  | USA   | Laura Zeng       |
| RSG meerkamp team        | RUS  | RUS             | BUL    | BUL             | KAZ   | KAZ              |
|                          |      |                 |        |                 |       |                  |
| Trampoline               | CHN  | Xueying Zhu     | JPN    | Rana Nakano     | RUS   | Maria Zakharchuk |
|                          |      |                 |        |                 |       |                  |
| Balk                     | CHN  | Wang Yan        | BRA    | Flávia Saraiva  | GBR   | Ellie Downie     |
| Brug ongelijk            | RUS  | Seda Tutkhalyan | ITA    | Iosra Abdelaziz | CHN   | Wang Yan         |
| Sprong                   | CHN  | Wang Yan        | GBR    | Ellie Downie    | JPN   | Sae Miyakawa     |
| Vloer                    | BRA  | Flávia Saraiva  | RUS    | Seda Tutkhalyan | GBR   | Ellie Downie     |
| Meerkamp                 | RUS  | Seda Tutkhalyan | BRA    | Flávia Saraiva  | GBR   | Ellie Downie     |

Atletiek · Badminton · Basketbal · Beachvolleybal · Boksen · Boogschieten · Gewichtheffen · Golf · Gymnastiek · Handbal · Hockey · Judo · Kanovaren · Moderne vijfkamp · Paardensport · Roeien · Rugby Sevens · Schermen · Schietsport · Schoonspringen · Taekwondo · Tafeltennis · Tennis · Triatlon · Voetbal · Wielersport · Worstelen · Zeilen · Zwemmen